# Pterotaea albescens
Pterotaea albescens là một loài bướm đêm trong họ Geometridae.